# Sigurdur Jonsson
Sigurdur Jonsson, död 1671, var en islänning som blev avrättad för trolldom. 
Mellan 1604 och 1720 förekom 120 häxprocesser på Island, med 22 avrättningar mellan 1625 och 1683, de flesta i Västfjordarna.
Sigurdur Jonsso var från Ogurhreppur. Han greps på Vigur och åtalades för att ha förtrollat en kvinna vid Isafjardardjup till sjukdom. Han bekände att han ägnade sig åt trollkonster med hjäll av örter, fjärderpennor, trollramsor och runtavlor, men hävdade att han bara hade använt skyddsmagi mot Satan och mot spöken.  
Han brändes vid Tingvellir. 